# Da Vinci III
Da Vinci III (někdy také nazývaný Leonardo III) je vrtulník poháněný lidskou silou z roku 1989, postavený týmem kalifornské Polytechnické univerzity. Stroj je pojmenován "Da Vinci" na počest malíře, sochaře a vynálezce Leonarda da Vinci, který již v období renesance načrtl první návrhy létajících strojů.

## Historie
V roce 1980 vypsala American Helicopter Society tzv. Sikorski prize ve výši 20 000 $ pro konstruktéra z jakékoliv země (tým i jednotlivce), který sestrojí letu schopný vrtulník, který bude poháněn pouze lidskou silou. Tento stroj by se měl pro získání ceny udržet ve vzduchu ve výšce 3 metry nad zemí alespoň 60 sekund při vertikálním (kolmém) letu. Tyto podmínky zatím nikdo nesplnil a cena tedy nebyla udělena. Stroje z projektu Da Vinci jsou považovány za první vrtulníky tohoto typu, které se opravdu vznesly.

## Stavba stroje
Na Polytechnické univerzitě v Kalifornii (CALPOLY) se projektem vrtulníku poháněného lidskou silou začali zabývat již krátce po vypsání této ceny, konkrétně v roce 1981. Během následujících osmi let byly postaveny tři stroje, všechny stejné koncepce, kdy vždy pouze jediný pilot/pohon byl umístěn pod dvoulistým rotorem. Pilot neroztáčel přímo rotor, ale vrtuli na konci každého listu (princip je zřejmý z obrázku).
- Da Vinci I (1982-85) měl každý list rotoru dlouhý 50 stop (15,24 m) a rychlost otáčení rotoru byla (měřeno na koncích listů) až 30 stop (9,15 m) za sekundu.
- Da Vinci II (1986-88) měl listy rotoru dlouhé nejprve 66 stop (20,12 m), později byly zkráceny na 50 stop (15,24 m, tato verze je někdy označována jako Da Vinci IIB). Rychlost otáčení rotoru byla zvýšena na až 50 stop (15,24 m) za sekundu.
- Da Vinci III (1989) měl listy rotoru dlouhé opět 50 stop (15,24 m) a rychlost otáčení rotoru byla až 50 stop (15,24 m) za sekundu. Hmotnost prázdného stroje byla díky použití kompozitních materiálů a plastů pouhých 44 kg.

## Lety
První dva pokusy o získání Sikorského ceny byly uskutečněny pod dohledem komisařů ve dnech 12. a 27. listopadu 1989 a Da Vinci III se pokaždé vznesl na dobu 2 sekund. Při třetím pokusu dne 10. prosince 1989 se stroj ve vzduchu (ve výšce 20 cm) udržel 7,1 sekundy. Ani tento let ovšem nestačil k získání uvedené ceny. Přestože se jednalo o nejlepší výsledek do té doby a Neal Saiki (vedoucí týmu) prohlašoval, že do léta (1990) přijdou s verzí Da Vinci IV, projekt byl krátce po tomto letu ukončen. Teprve v roce 1994 byl výkon Da vinci III překonán japonským strojem Yuri I.
K ukončení projektu zřejmě (neověřeno) vedl nedostatek finančních prostředků na vývoj. Tým obdržel jako podporu od společností typu McDonnell Douglas Helicopters a US Polymeric finance i materiál v hodnotě okolo 100 000 $ a od NASA měl podporu ve formě možnosti využití technického zařízení pro vývoj, dle Neala Saikiho by však pro pokračování projektu bylo potřeba dalších cca 25 000 $. 
Z těchto čísel je jasné, že vývoj lidskou silou poháněných letadel je v současné době realizováno spíše jako odpověď konstruktérů na danou inženýrskou výzvu a pro prestiž, než pro zisk z vypsaných cen.